# Richard Bull
Richard William Bull (Zion, 26 giugno 1924 – Calabasas, 3 febbraio 2014) è stato un attore statunitense.

## Biografia
Figlio di Ralph William Bull (1903-1944) e Pearl Smith Davis (1903-1976).
Richard Bull è meglio conosciuto per la sua interpretazione di Nels Oleson, il gentile titolare dell'Oleson's Mercantile e marito di Harriet nella serie TV della NBC La casa nella prateria, che andò in onda fra il 1974 e il 1983. Bull ha iniziato la sua carriera teatrale al famoso Goodman Theatre di Chicago.
Bull ha fatto quasi 100 apparizioni tra film e serie TV.
È morto di polmonite il 3 febbraio 2014 all'età di 89 anni.

## Filmografia

### Cinema
- Piena di vita (Full of Life), regia di Richard Quine (1956) – non accreditato
- Prigioniero della paura (Fear Strikes Out), regia di Robert Mulligan (1957) – non accreditato
- Off Limits - Proibito ai militari (Operation Mad Ball), regia di Richard Quine (1957) – non accreditato
- La vera storia di Lynn Stuart (The True Story of Lynn Stuart), regia di Lewis Seiler (1958) – non accreditato
- Ma non per me (But Not for Me), regia di Walter Lang (1959) – non accreditato
- L'urlo dei Marines (Then There Were Three), regia di Alex Nicol (1961)
- Della, regia di Robert Gist (1964)
- Stazione 3: top secret (The Satan Bug), regia di John Sturges (1965)
- L'ora delle pistole (Hour of the Gun), regia di John Sturges (1967)
- A noi piace Flint (In Like Flint), regia di Gordon Douglas (1967) – non accreditato
- Diario segreto di una moglie americana (The Secret Life of an American Wife), regia di George Axelrod (1968)
- Il caso Thomas Crown (The Thomas Crown Affair), regia di Norman Jewison (1968)
- La notte dell'agguato (The Stalking Moon), regia di Robert Mulligan (1969)
- Dai... muoviti (Move), regia di Stuart Rosenberg (1970)
- Andromeda (The Andromeda Strain), regia di Robert Wise (1971)
- Io sono la legge (Lawman), regia di Michael Winner (1971)
- Man and Boy, regia di E.W. Swackhamer (1971)
- Nessuna pietà per Ulzana (Ulzana's Raid), regia di Robert Aldrich (1972)
- Azione esecutiva (Executive Action), regia di David Miller (1973)
- Lo straniero senza nome (High Plains Drifter), regia di Clint Eastwood (1973)
- Breezy, regia di Clint Eastwood (1973)
- Perché un assassinio (The Parallax View), regia di Alan J. Pakula (1974)
- Agente Newman (Newman's Law), regia di Richard T. Heffron (1974)
- Mr. Sycamore, regia di Pancho Kohner (1975)
- Un tocco di sesso (A Different Story), regia di Paul Aaron (1978)
- Sugar - Il giovane campione (Sugar), regia di Anna Boden e Ryan Fleck (2008)
- Osso Bucco, regia di Fred Blurton, Gary Taylor (2008)
- Witless Protection, regia di Charles Robert Karner (2008)

### Televisione
- Medic – serie TV, episodi 2x23-2x26 (1956)
- The Man Called X – serie TV, episodio 2x14 (1957)
- Perry Mason – serie TV, episodio 1x36 (1958)
- Panico (Panic!) – serie TV, episodio 2x06 (1958)
- La pattuglia della strada (Highway Patrol) – serie TV, episodi 2x30-3x31-4x25 (1957-1959)
- Behind Closed Doors – serie TV, episodio 1x25 (1959)
- Men Into Space – serie TV, episodio 1x08 (1959)
- Shotgun Slade – serie TV, episodio 1x27 (1960)
- Harrigan and Son – serie TV, episodio 1x22 (1961)
- Il virginiano (The Virginian) – serie TV, episodi 1x01-1x03 (1962)
- The Dick Powell Show – serie TV, episodio 2x21 (1963)
- The Bill Dana Show – serie TV, episodio 1x05 (1963)
- La grande avventura (The Great Adventure) – serie TV, episodio 1x08 (1963)
- The Richard Boone Show – serie TV, episodio 1x11 (1963)
- Undicesima ora (The Eleventh Hour) – serie TV, episodio 2x15 (1964)
- Ben Casey – serie TV, 2 episodi (1964)
- Destry – serie TV, episodio 1x12 (1964)
- Slattery's People – serie TV, episodio 1x04 (1964)
- Il fuggiasco (The Fugitive) – serie TV, episodio 2x06 (1964)
- Il ragazzo di Hong Kong (Kentucky Jones) – serie TV, episodi 1x17-1x25 (1965)
- L'ora di Hitchcock (The Alfred Hitchcock Hour) – serie TV, episodi 1x14-1x27-3x28 (1962-1965)
- Gidget – serie TV, episodio 1x27 (1966)
- Iron Horse – serie TV, episodio 1x01 (1966)
- Le spie (I Spy) – serie TV, episodi 1x27-2x10 (1966)
- Io e i miei tre figli (My Three Sons) – serie TV, episodio 7x09 (1966)
- I giorni di Bryan (Run for Your Life) – serie TV, episodio 2x14 (1966)
- Gomer Pyle, U.S.M.C. – serie TV, episodi 3x07-3x24 (1966-1967)
- The Andy Griffith Show – serie TV, episodi 7x14-7x26 (1966-1967)
- Polvere di stelle (Bob Hope Presents the Chrysler Theatre) – serie TV, episodio 4x25 (1967)
- Vita da strega (Bewitched) – serie TV, episodio 4x12 (1967)
- Insight – serie TV, 2 episodi (1965-1968)
- Organizzazione U.N.C.L.E. (The Man from U.N.C.L.E.) – serie TV, episodi 4x15-4x16 (1968)
- Peyton Place – serie TV, episodi 4x39-4x41 (1968)
- Viaggio in fondo al mare (Voyage to the Bottom of the Sea) – serie TV, 27 episodi (1964-1968)
- Al banco della difesa (Judd for the Defense) – serie TV, episodio 2x02 (1968)
- Squadra speciale anticrimine (Felony Squad) – serie TV, episodi 1x16-1x26-2x07-3x13 (1966-1969)
- Hawaii squadra cinque zero (Hawaii Five-O) – serie TV, episodio 1x13 (1969)
- Ironside – serie TV, episodio 2x17 (1969)
- Room 222 – serie TV, episodio 1x03 (1969)
- Tre nipoti e un maggiordomo (Family Affair) – serie TV, episodi 2x15-3x06-4x07 (1967-1969)
- Arrivano le spose (Here Come the Brides) – serie TV, episodio 2x08 (1969)
- Death Valley Days – serie TV, episodi 18x19-18x24 (1970)
- To Rome with Love – serie TV, episodio 2x11 (1970)
- La famiglia Smith (The Smith Family) – serie TV, episodio 1x13 (1971)
- Sweet, Sweet Rachel – film TV (1971)
- Marcus Welby (Marcus Welby, M.D.) – serie TV, episodio 3x06 (1971)
- Difesa a oltranza (Owen Marshall: Counselor at Law) – serie TV, episodio 1x06 (1971)
- F.B.I. (The F.B.I.) – serie TV, episodi 4x18-5x03-7x08 (1969-1971)
- Sarge – serie TV, episodio 1x08 (1971)
- Missione impossibile (Mission: Impossible) – serie TV, episodi 1x24-3x14-6x11 (1967-1971)
- Colombo (Columbo) – serie TV, episodio 1x05 (1971)
- La famiglia Partridge (The Partridge Family) – serie TV, episodio 2x24 (1972)
- Un vero sceriffo (Nichols) – serie TV, 7 episodi (1971-1972)
- Bonanza – serie TV, episodi 11x06-14x08 (1969-1972)
- Gunsmoke – serie TV, episodi 8x06-18x11 (1962-1972)
- A tutte le auto della polizia (The Rookies) – serie TV, episodio 2x07 (1973)
- The President's Plane Is Missing, regia di Daryl Duke – film TV (1973)
- Mannix – serie TV, episodi 1x22-2x09-2x24-3x09-4x05-7x14-7x15 (1968-1974)
- Heat Wave! – film TV (1974)
- Apple's Way – serie TV, episodi 1x01-1x07 (1974)
- Le strade di San Francisco (The Streets of San Francisco) – serie TV, episodi 1x17-1x19-3x05 (1973-1974)
- Movin' On – serie TV, episodio 1x17 (1975)
- Barnaby Jones – serie TV, episodi 1x05-2x01-3x02-4x22 (1973-1976)
- L'impareggiabile giudice Franklin (The Tony Randall Show) – serie TV, episodio 1x04 (1976)
- Squadra Most Wanted (Most Wanted) – serie TV, episodio 1x06 (1976)
- A Sensitive, Passionate Man – film TV (1977)
- The Harvey Korman Show – serie TV, episodio 1x04 (1978)
- Lou Grant – serie TV, episodio 2x01 (1978)
- The Golden Gate Murders, regia di Walter Grauman – film TV (1979)
- Visions – serie TV, episodio 4x02 (1980)
- The Great Cash Giveaway Getaway – film TV (1980)
- Herbie, the Love Bug – serie TV, episodio 1x05 (1982)
- La casa nella prateria (Little House on the Prairie) – serie TV, 147 episodi (1974-1983)
- Little House: Look Back to Yesterday – film TV (1983)
- Little House: The Last Farewell – film TV (1984)
- Little House: Bless All the Dear Children – film TV (1984)
- Capitol – serie TV (1984-1985)
- Detective per amore (Finder of Lost Loves) – serie TV, episodio 1x12 (1985)
- Sara – serie TV, episodio 1x03 (1985)
- California (Knots Landing) – serie TV, episodio 6x24 (1985)
- A Death in California – miniserie TV (1985)
- Storie incredibili (Amazing Stories) – serie TV, episodio 1x02 (1985)
- It's Garry Shandling's Show – serie TV, episodio 1x03 (1986)
- Hill Street giorno e notte (Hill Street Blues) – serie TV, episodi 6x10-7x09 (1985-1986)
- Houston Knights - Due duri da brivido (Houston Knights) – serie TV, episodio 2x06 (1987)
- Autostop per il cielo (Highway to Heaven) – serie TV, episodi 1x24-1x25-4x13 (1985-1988)
- Quattro donne in carriera (Designing Women) – serie TV, episodio 3x04 (1988)
- Paradise – serie TV, episodio 1x15 (1989)
- Where Pigeons Go to Die, regia di Michael Landon – film TV (1990)
- E.R. - Medici in prima linea (ER) – serie TV, episodio 6x01 (1999)
- Normal, regia di Jane Anderson – film TV (2003)
- Boss – serie TV, episodio 1x04 (2011)

## Doppiatori italiani
Nelle versioni in italiano delle opere in cui ha recitato, Richard Bull è stato doppiato da:
- Arturo Dominici ne L'ora delle pistole[3]
- Stefano Carraro ne La casa nella prateria (ep. 1x01-1x02, 1ª edizione)[4]
- Franco Odoardi ne La casa nella prateria (ep. 1x07, 1ª edizione)[4]
- Mario Milita ne La casa nella prateria (ep. 1x08,1x10,1x19, 1ª edizione)[4]
- Guido De Salvi ne La casa nella prateria (ep. 1x18, 1x20-1x21, 1x24, 1ª edizione)[4]
- Aldo Barberito ne La casa nella prateria (st. 1-2, ep. 3x05, 2ª edizione)[4]
- Ugo Bologna ne La casa nella prateria (ep. 2x06, 2x17, 2x22, st. 3, 2ª edizione)[4]
- Manlio Guardabassi ne La casa nella prateria (ep. 2x21, 2ª edizione)[4]
- Diego Michelotti ne La casa nella prateria (ep. 3x19-3x21, st. 4, 2ª edizione)[4]
- Gigi Angelillo ne La casa nella prateria (ep. 4x17-4x20, 4x22, 5x01, 2ª edizione)[4]
- Valerio Ruggeri ne La casa nella prateria (st. 5-9, 2ª edizione)[4]
- Elio Zamuto in E.R. - Medici in prima linea[5]